# Glaphyropterodes gehreti
Glaphyropterodes gehreti is een keversoort uit de familie kniptorren (Elateridae). De wetenschappelijke naam van de soort is voor het eerst geldig gepubliceerd in 1852 door Heer.